# Crónica de los veinticuatro generales
Crónica de los veinticuatro generales (Chronica XXIV Generalium Ordinis Fratrum Minorum) es una crónica latina medieval escrita ca. 1370, posiblemente por el fraile franciscano Arnaud de Sarrant, aunque tal atribución es discutida por Ralf Lützelschwab. Ha sido extensamente usada como fuente documental por los historiadores franciscanos posteriores.
En la obra se desarrolla la historia de la Orden Franciscana desde su fundación por San Francisco de Asís hasta el general número 24, Leonardo Rossi (1373–1378). Contiene registros detallados de todo tipo de acontecimientos, incluyendo martirios y milagros. Entre otros, recoge la muerte de Berard de Carbio y sus compañeros, los primeros márires franciscanos, asesinados en Marruecos en 1221.
Es la primera fuente que recoge el encarcelamiento de Roger Bacon.